# 이렘 데리지
이렘 데리지(튀르키예어: İrem Derici, 1987년 3월 21일 ~ )는 튀르키예의 가수이다.

## 음반 목록
- Dantel (2016)
- Sabıka Kaydı (2018)